# Indicador de pH

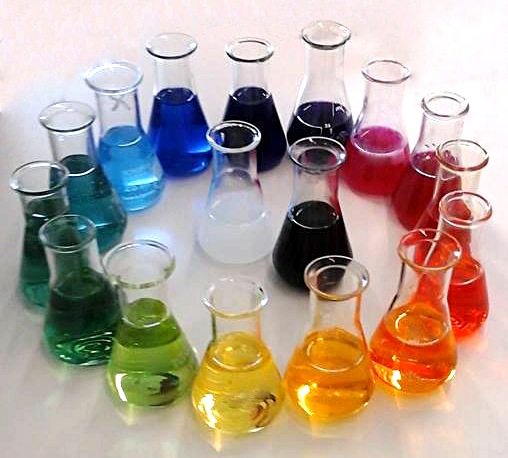
Solucions de pH diferents (de 0 a 14) en presència d'un indicador acolorit. El blau correspon a les solucions bàsiques, mentre que el vermell indica la presència d'un àcid.

Un indicador de pH és una substància química que en afegir-la amb poca quantitat a una solució, pot determinar visualment el pH (àcid o bàsic) d'aquesta. Així que, es podria dir que un indicador de pH és un detector químic dels ions oxoni (H₃O+) o ions d'hidrogen (H+) amb el model d'Arrhenius, el qual afirma que els àcids són substàncies en dissolució aquosa que es dissocien donant protons, és a dir H+ i les bases són substàncies que en dissolució aquosa es dissocien donant anions hidroxil, és a dir OH-.
Per exemple, la fenolftaleïna és un indicador que en medi neutre i àcid és transparent, però quan es troba en un medi bàsic passa a tenir un color violeta/fúcsia.
El valor neutre del pH es considera que és 7. És a dir, solucions de pH més baix de 7 es diu que són solucions àcides, al contrari que si és més alt de 7 són bàsiques (alcalines).

## Teoria
Representant la forma àcida d'un indicador per HIn i la forma dissociada per In-, es pot considerar l'equilibri: 
HIn (color A) + H₂O ↔ In- (color B) + H₃O+ (1)
Quan s'afegeixen unes gotes d'indicador a una solució àcida, l'equilibri (1) es desplaça cap a l'esquerra i s'obté el color A, però quan s'afegeix l'indicador a una solució bàsica, l'equilibri (1) es desplaça cap a la dreta i s'obté el color B.
Per tant, aplicant l'equació de la constant d'equilibri de l'indicador HIn és:
{\displaystyle K={\frac {[In^{-}][H_{3}O^{+}]}{HIn}}}
L'equació prové de la constant d'acidesa, ja que quan el pH equival el valor de pKa de l'indicador, aquestes espècies estan estequiomètricament igualades 1:1. Si el pH està per sobre del pKa, la concentració de la base conjugada és superior a la concentració de l'àcid, i el color de la solució domina la bàsica, és a dir de la base conjugada. I a la inversa si el pH està per sota del valor de pKa.

## Interval de viratge
Perquè s'observi bé el canvi de color, les concentracions de la forma àcida, HIn, i de la bàsica, In{\displaystyle ^{-}}, solen ser bastant diferents, unes 10 vegades major una que l'altra.
Si {\displaystyle {\frac {[In^{-}]}{[HIn]}}} ≥ 10 la solució presentarà el color B
Si {\displaystyle {\frac {[In^{-}]}{[HIn]}}} ≤ 0,1 la solució presentarà el color A
en el cas de ser 0,1 < {\displaystyle {\frac {[In^{-}]}{[HIn]}}} < 10 la solució tindrà un color entre els dos colors límits.
Aquest període en què la solució es troba en un entremig de la forma àcida (color A) i la forma bàsica (color B)s'anomena interval de viratge de l'indicador.
Per tant, entre el pH en què l'indicador té el color de la forma àcida (color A) i el pH en què l'indicador té el color de la forma bàsica (color B), hi ha un interval que s'anomena interval de viratge de l'indicador. Aquest interval de viratge es pot calcular a partir de l'equació:
pH = pK + log {\displaystyle {\frac {[In^{-}]}{[HIn]}}}

on el límit del color B és: {\displaystyle {\frac {[In^{-}]}{[HIn]}}} = 10 → pH = pK + 1
límit del color A: {\displaystyle {\frac {[In^{-}]}{[HIn]}}} = 0,1 → pH = pK - 1
Així per a l'interval de viratge la variació de pH és igual a 2.

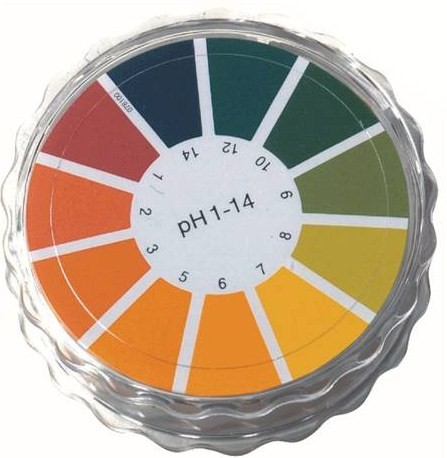
Paper indicador, el qual és un dels indicadors universals més comuns.

Per exemple, el vermell de metil és un indicador que té el color vermell quan el pH ≤ 4’8; i groc quan el pH ≥ 6. Per tant, entre pH 4’8 i 6 el color està ataronjat, i aquest és l'interval de viratge.
Per una precisió optima, el color entre les dues espècies, ha de ser com més clara i evident possible, per tant com més estret sigui l'interval de viratge d'un indicador més precisió hi haurà a l'hora de determinar el pH. En alguns indicadors, com ara és la fenolftaleïna, és una de les espècies que és incolora, mentre que altres indicadors, com ara el vermell de metil o el blau de metilè tenen un color determinat prèviament s'hagi introduït a la dissolució.
L'aplicació més utilitzada i important dels indicadors és detectar el punt d'equivalència en la volumetria àcid-base.
Mesclant diversos indicadors acolorits és possible obtenir un indicador universal de pH. Aquests indicadors fan un canvi de color continu, a mesura que varia el pH.

### Taula 1. Indicadors més comuns

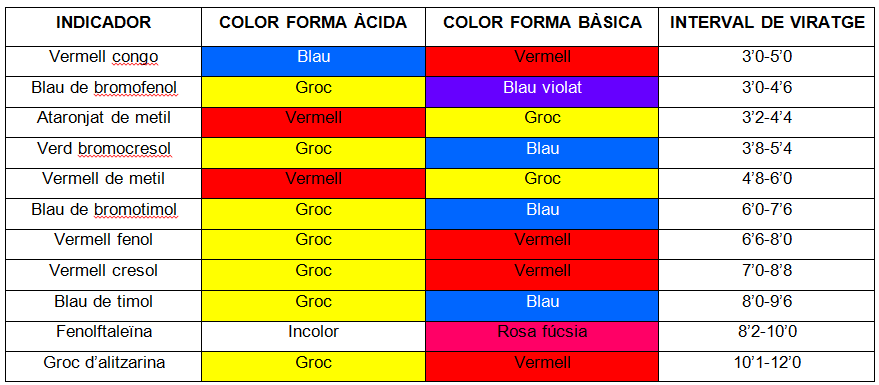
Descripció de l'indicador, color en medi àcid, en medi bàsic i interval de viratge.

## Punt d'equivalència
Els indicadors de pH treballen de manera eficient en el seu rang de pH designat (o interval de viratge), al contrari passa quan aquesta substància arriba als extrems de l'escala de pH, ja que es donen una sèrie de reaccions secundàries no desitjades.
En les valoracions àcid-base, un indicador de pH pot indicar un color a la solució abans o després del punt d'equivalència real, ja que no és del tot precís. Com a resultat d'això, pot haver-hi més d'un punt d'equivalència utilitzant un indicador.

## Indicadors de pH a la natura

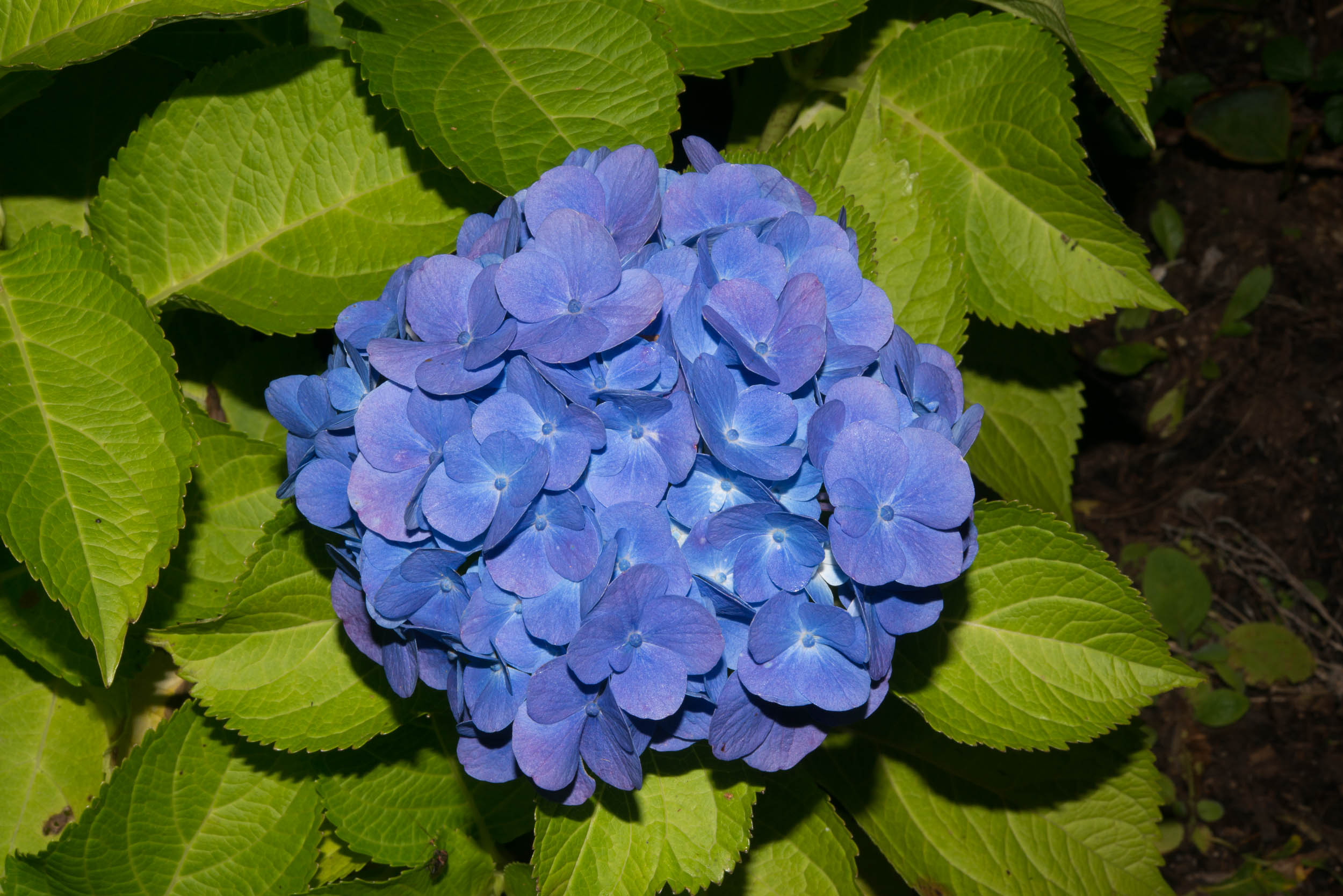
Hydrangea macrophylla en medi àcid

Algunes plantes o parts de plantes contenen substàncies químiques que provenen de l'antocianina (pigment natural present només en vegetals). Aquestes substàncies són vermelles en presència de medi àcid i blaves en medis bàsics.
Les antocianines es poden extreure amb aigua o altres dissolvents de plantes amb molt color o amb parts molt acolorides, incloses les fulles (col llombarda), flors (gerani, roselles, pètals de roses), fruites del bosc (móres, grosella negra) i tiges (ruibarbre).
La Hydrangea macrophylla poden canviar de color depenent de l'acidesa del sòl. En medis àcids, es produeixen reaccions químiques que fan que l'alumini estigui disponible per aquestes plantes, donant un color blavós a la flor. En medis bàsics, aquestes reaccions no es produeixen i a conseqüència, les plantes no agafen l'alumini del sòl i donen un color rosat.

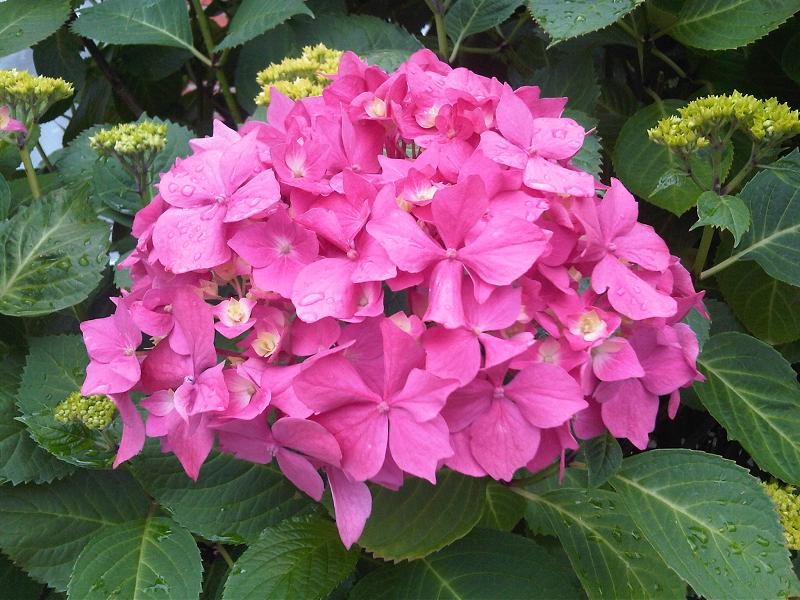
Hydrangea macrophylla en medi bàsic